# Neelyville (Misuri)
Neelyville es una ciudad ubicada en el condado de Butler en el estado estadounidense de Misuri. En el Censo de 2010 tenía una población de 483 habitantes y una densidad poblacional de 162,16 personas por km².

## Geografía
Neelyville se encuentra ubicada en las coordenadas 36°33′23″N 90°30′49″O / 36.55639, -90.51361. Según la Oficina del Censo de los Estados Unidos, Neelyville tiene una superficie total de 2.98 km², de la cual 2.98 km² corresponden a tierra firme y (0%) 0 km² es agua.

## Demografía
Según el censo de 2010, había 483 personas residiendo en Neelyville. La densidad de población era de 162,16 hab./km². De los 483 habitantes, Neelyville estaba compuesto por el 82.82% blancos, el 12.42% eran afroamericanos, el 0.83% eran amerindios, el 0.41% eran asiáticos, el 0% eran isleños del Pacífico, el 0% eran de otras razas y el 3.52% pertenecían a dos o más razas. Del total de la población el 0.41% eran hispanos o latinos de cualquier raza.